# Deltochilum enceladus
Deltochilum enceladus là một loài bọ cánh cứng trong họ Bọ hung (Scarabaeidae).